# Die unglaublichen Abenteuer von Bella
Die unglaublichen Abenteuer von Bella (Originaltitel: A Dog’s Way Home) ist ein US-amerikanischer Spielfilm aus dem Jahr 2019 von Charles Martin Smith mit Jonah Hauer-King, Ashley Judd, Edward James Olmos und Alexandra Shipp. In den USA kam der Film am 11. Januar 2019 in die Kinos. Der deutsche Kinostart erfolgte am 24. Januar 2019.

## Handlung
Die Hündin Bella, ein Pitbull-Mischling, wurde unter einem Abbruchhaus in Denver geboren. Ihre Mutter und ihre Geschwister werden von Tierfängern mitgenommen, Bella wird von einer Katzenmutter aufgenommen und kann so unter den Ruinen des Hauses weiterleben. Der junge Assistenzarzt Lucas, der mit seiner Mutter Terri im Haus gegenüber lebt und die Katzenfamilie regelmäßig mit Futter versorgt, möchte seiner Freundin Olivia die Katzen unter dem Haus zeigen. Als dabei die kleine Bella hervorkommt, entschließt sich Lucas, Bella mitzunehmen, damit sie seiner Mutter Gesellschaft leistet.
Zwischen Hündin Bella und ihrem Herrchen Lucas wird die Verbindung im Laufe der Jahre immer inniger. Sie kaut gerne seine Schuhe an, sorgt mit ihrer neugierigen und verspielten Art regelmäßig für Chaos und ist ein Teil der Familie. Der kleine Welpe wächst zu einem großen, kräftigen Hund heran. Bella unterstützt unter anderem auch bei der Rehabilitation der depressiven Kriegsveteranin Terri und einiger ihrer Leidensgenossen im Veteranenheim. Eines Tages geht ihr Jagdtrieb mit ihr durch, sie folgt einem Eichhörnchen durch ein geöffnetes Fenster und wird von der Tierfürsorge eingefangen. Ein städtisches Gesetz untersagt den Bürgern die Haltung von Pitbulls; damit Lucas Bella behalten kann, ist er gezwungen, in den Vorort Golden außerhalb von Denver zu ziehen. Bis zur Übersiedlung kommt Bella bei Olivias Onkel und Tante in Farmington im Bundesstaat New Mexico unter.
Bella vermisst allerdings ihren Besitzer sehr und läuft weg. Auf sich allein gestellt versucht Bella, zurück zu Lucas zu finden. Dazu muss sie mehr als 600 Kilometer durch die Wildnis und über die verschneiten Rocky Mountains zurücklegen und erlebt eine Reihe von Abenteuern. Unter anderem muss sie sich Tricks ausdenken, um an Futter zu kommen, begegnet anderen Tieren wie Pumas, Elchen und Wölfen und rettet das Leben eines Menschen, der von einer Lawine verschüttet wurde, indem sie bei der Suche nach ihm hilft.

## Synchronisation
Die deutsche Synchronisation übernahm die Berliner Synchron. Das Dialogbuch schrieb Nana Spier, die auch Dialogregie führte.
| Rolle    | Darsteller bzw. Sprecher | Synchronsprecher   |
| -------- | ------------------------ | ------------------ |
| Bella    | Bryce Dallas Howard      | Manja Doering      |
| Lucas    | Jonah Hauer-King         | Konrad Bösherz     |
| Terri    | Ashley Judd              | Anke Reitzenstein  |
| Gavin    | Barry Watson             | Kim Hasper         |
| Olivia   | Alexandra Shipp          | Magdalena Turba    |
| Axel     | Edward James Olmos       | Christian Brückner |
| Dr. Gann | Benjamin Ratner          | Marco Ammer        |
| Drew     | Rolando Boyce            | Tino Kießling      |
| Kurch    | Chris Bauer              | Michael Iwannek    |
| Rick     | Spencer Drever           | Oliver Szerkus     |
| Steve    | Cesar De León            | Daniel Montoya     |
| Taylor   | Motell Gyn Foster        | Peter Sura         |
| Wanderer | Troy Rudolph             | Peter Flechtner    |

## Produktion und Hintergrund
Die Dreharbeiten fanden vom 16. Oktober bis 15. Dezember 2017 in der kanadischen Provinz British Columbia statt, und zwar in Vancouver, Ladner, Hope und rund um den Whistler Mountain. Produziert wurde der Film von der Bona Film Group, Columbia Pictures und Pariah. Die Produktionskosten betrugen rund 18 Millionen US-Dollar.
Die Geschichte basiert auf dem 2017 erschienenen Roman A Dog’s Way Home des amerikanischen Schriftstellers W. Bruce Cameron, der auch am Drehbuch beteiligt war und unter anderem auch die Vorlage für Bailey – Ein Freund fürs Leben verfasst hatte. Im englischen Original wird die Hündin Bella von Bryce Dallas Howard gesprochen. Im Film sind sowohl trainierte als auch animierte Tiere zu sehen.
Das Thema von Buch und Film – Hund findet über große Distanzen zu seinen Menschen zurück – wurde schon mehrfach verfilmt: Die unglaubliche Reise (1963), Zurück nach Hause – Die unglaubliche Reise (1993).

## Rezeption
Horst-Günther Fiedler schrieb in TV-Media: „Simple Story, aber große tierische Gefühle“. Der Film verlasse sich zu Recht auf die Wirkung der Ex-Schrottplatz-Streunerin Shelby, die Bella darstellt. Hundefreunde bräuchten starke Nerven und einige Taschentücher, um mitzufiebern.
Oliver Kube befand auf Filmstarts, dass die titelgebende Hündin zum Verlieben sei und ihre Geschichte das Herz wärme. Die CGI-Effekte seien aber in zu vielen Momenten missglückt, was dem Film einen faden Beigeschmack verleihe. Ähnlich Franco Schedl auf film.at, der meinte, dass die computeranimierten Tiere sehr unrealistisch wirkten. Auch sei die Geschichte „streckenweise reichlich naiv und ziemlich zusammenkonstruiert“. Andererseits biete der Film aber kurzweilige und spannende Familienunterhaltung.
In Deutschland verzeichnete der Film bis Mitte 2019 knapp über 100.000 Besucher.